# III. Béla magyar király
III. (Nagy) Béla (Esztergom, 1148 körül – Székesfehérvár, 1196. április 23.) Magyarország és Horvátország királya 1172 és 1196 között. Apja II. Géza király (Vak Béla király fia), anyja Eufrozina királyné (I. Msztyiszlav kijevi nagyfejedelem leánya). Első felesége Châtillon Anna, második felesége Capet Margit volt.
Korának egyik leggazdagabb európai uralkodója volt. A hagyomány nevéhez köti a magyar állam egyik legsikeresebb korszakát: részben a Bizáncban, a császári trón várományosaként szerzett tapasztalatainak, részben pedig saját tehetségének és bölcsességének köszönhetően sikerült felvirágoztatnia a gazdaságot és a kultúrát, lépéseket tett az írásbeliség általánossá tétele irányába, sikeres külpolitikájának eredményeképp pedig a Magyar Királyság befolyási övezete is gyarapodott. Huszonnégy esztendős uralkodásának végére a Magyar Királyság vált az egyik vezető hatalommá Kelet-Közép-Európában. Regnálása tehát sok tekintetben az Árpád-kor csúcspontját jelentette.
Övé az egyetlen épségben fennmaradt királysír azon 15 uralkodói sír közül, amelyek a székesfehérvári Nagyboldogasszony-bazilika romterületén találhatók. A királyt első felesége mellé temették uralkodói jelvényekkel ellátva. A sírt 1848 decemberében Érdy János régész tárta fel.

## Gyermekkora és a bizánci évek
Esztergomban született 1148-ban vagy 1149-ben. Születésének pontos ideje ismeretlen, de egy, a bizánci útjáról szóló krónikabejegyzés alapján nagyjából ki lehet következtetni. Apja II. Géza magyar király, Álmos herceg unokája, anyja Eufrozina, I. Msztyiszlav kijevi nagyfejedelem leánya volt. A négy fiú közül ő volt a harmadik, három fivérén kívül még négy lánytestvére is volt.
A fiatal Béla 1161 körül horvát–dalmát herceg lett, miközben testvére, István volt a trónörökös. Apjuk azt kívánta elérni, hogy ne folytatódjanak az országban a belső viszályok. Géza király halálát követően azonban nagybátyjaik, István és László a bizánci császár, I. Manuél támogatásával ellenkirályként léptek fel III. István uralma ellen. Elsőként László ült trónra II. László néven, akit féléves uralkodás után megmérgeztek, így István (IV. István) fejére szállt a korona. A magyar belviszály akkor vett fordulatot, amikor 1163. június 6-án a főváros, Székesfehérvár mellett III. István seregével legyőzte IV. Istvánt és támogatóit. Ezután az ellenkirály Bizáncba menekült a császár támogatásában bízva. A látogatás eredményeképp Manuél sereggel indult Magyarország felé, az összecsapások azonban elmaradtak, mivel III. Istvánnak sikerült kiegyeznie a császárral. Béla herceg ekkor került Bizáncba, ahol felvette a görög Alexiosz nevet és eljegyezte a császár Mária nevű leányát. I. Manuél olyannyira tisztelte és szerette Bélát, hogy külön címet is létrehozott számára: ő lett a császár első embere, a deszpotész (a címet kifejezetten Béla számára hozta létre a császár). 1165-ben az uralkodó fiúgyermek hiányában, látva a magyar herceg tehetségét, trónjának várományosává is megtette őt.
Manuél császárnak azonban később váratlanul fia született, emiatt pedig Bélát megfosztotta méltóságától, jegyességét felbontotta. Kárpótlásul a császárné féltestvérét, Châtillon Anna antiókhiai hercegnőt adta hozzá 1170 körül. Béla ezután Manuél oldalára állt testvére, III. István ellenében.

## Hatalomra jutása
Miután bátyja, III. István 1172. március 4-én 25 évesen, feltehetően mérgezésben meghalt, hívei Bélának ajánlották fel a magyar koronát. 1172 tavaszán hazaérkezve be is jelentette jogos trónigényét, de szembesülnie kellett azzal, hogy Bizánchoz fűződő kapcsolatai miatt közel sem teljes a támogatottsága. Egyesek – például anyja, Eufrozina királyné is – öccsét, Gézát látták volna szívesen a trónon, ezért Bélának nem maradt más választása, félre kellett állítania családjának tagjait is. Nemsokára adódott egy alkalom: Géza herceg és az anyakirályné vezetésével lázadás tört ki, amelynek leverése után a bűnösöket, köztük tehát anyját és testvérét börtönbe záratta. Az anyakirálynét később a Szentföldre száműzte, öccsét pedig csak 1189-ben engedte szabadon, akkor is második felesége, Capet Margit közbenjárására és a keresztes seregek érkezése miatt.
A bizánci kötődés miatt azonban más problémákkal is szembesülnie kellett: Bánfi Lukács esztergomi érsek nem volt hajlandó megkoronázni a „bizánci kémet”, Béla ezért kénytelen volt közvetlenül III. Sándor pápa segítségét kérni. A pápa utasította a szintén tartózkodó, ám közel sem olyan elutasító I. István kalocsai érseket a koronázásra, emellett pedig felruházta minden joggal, hogy „az esztergomi egyház tekintélyének mindenféle sérelme nélkül” Magyarország törvényes királyává kenhesse a lassan egy éve a trónon ülő herceget. A koronázás 1173. január 13-án történt Székesfehérvárott.

## Uralkodása

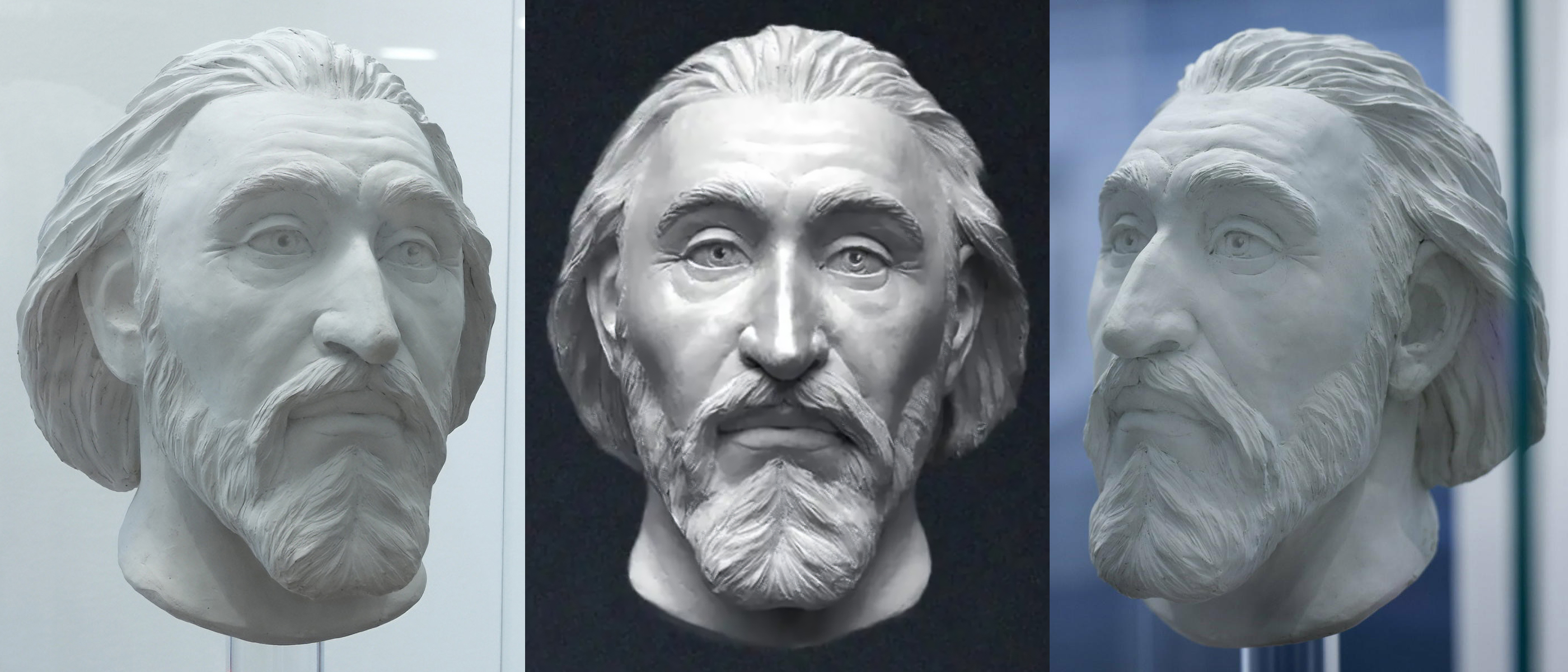
III. Béla király arcrekonstrukciója a Magyarságkutató Intézet kiállításán (Gábor Emese, 2023)

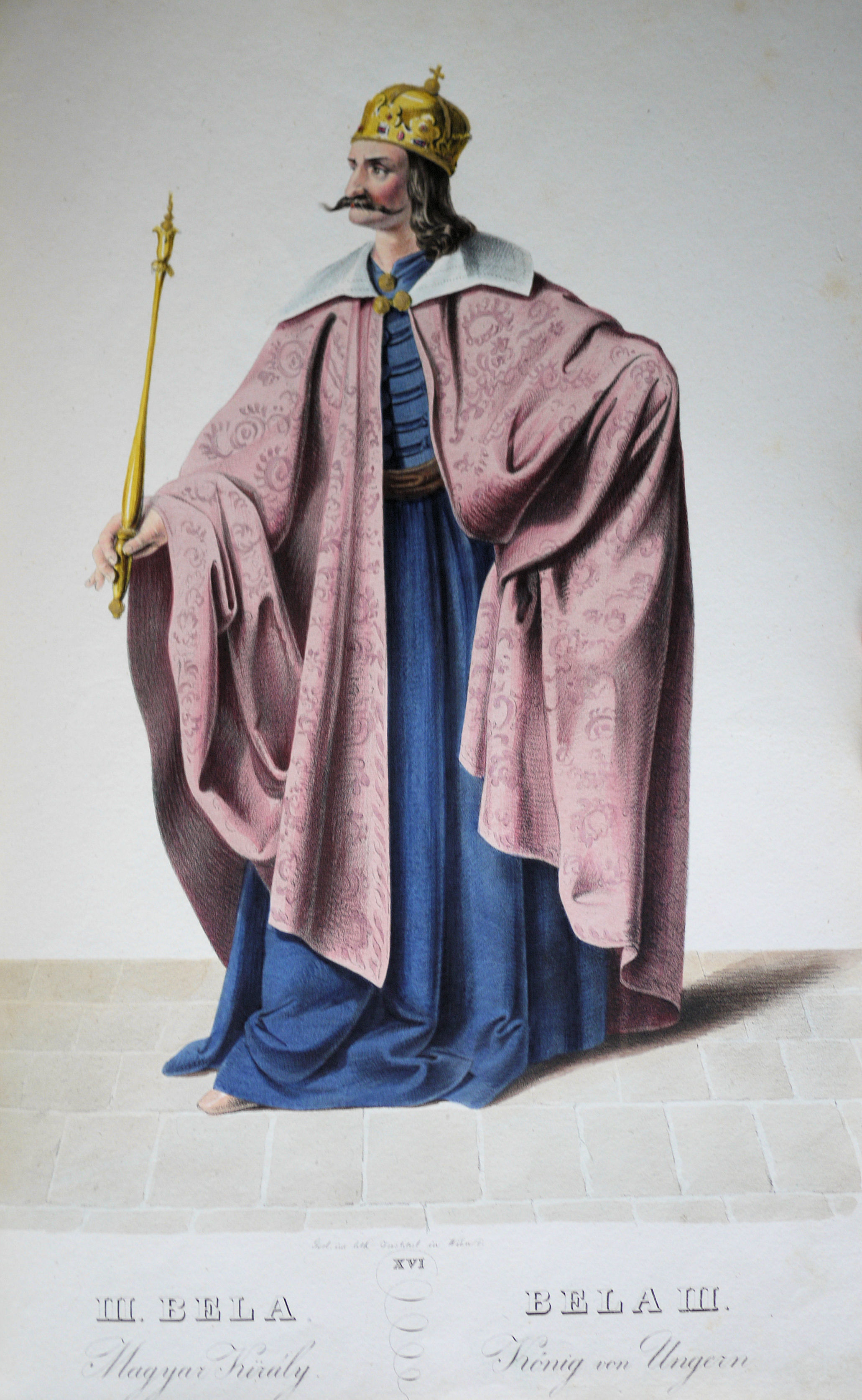
III. Béla magyar király, Josef Kriehuber litográfiája Moritz von Schwind, 1828 k. kiadott műve alapján

Béla trónra jutásával a rend helyreállt és az ország közeli kapcsolatba került Bizánccal. Ennek egyik legfontosabb bizonyítéka, hogy Béla 1176-ban csapatokat küldött I. Manuél megsegítésére Ampud nádor és a Rátót nembeli Leusták erdélyi vajda vezérletével. Bár Bizánc a magyar és antiókhiai támogatás ellenére elbukott a szeldzsuk Ikóniumi Szultánsággal szemben a müriokephaloni ütközetben, a bizánci-magyar szövetség I. Manuél 1180-as haláláig fennállt.
Uralkodása során amellett, hogy a kelet császárával, a bizánci uralkodóval jó kapcsolatot ápolt, mindvégig következetes nyugat- és pápabarát politikát is folytatott, amely eredményeképpen megszerezte a főpapság támogatását. A pápasággal fenntartott jó kapcsolat okán többször összetűzésbe került Barbarossa Frigyes német-római császárral. A nyugati kapcsolatok erősödésének köszönhetően Béla idejében egyre többen tanulhattak külföldi egyetemeken, köztük a rejtélyes krónikás, Anonymus is. A francia-magyar kapcsolatok erősödését jelzi a ciszterci rend magyarországi szerepének erősödése (a franciaországi anyakolostorokra támaszkodva) is, akiknek III. Béla széles kiváltságokat biztosított a már meglévő és az újonnan alapított apátságoknak (Cikádor, Pilis, Pásztó, Zirc, Szentgotthárd, Kerc). A ciszterciek megerősödésüket elsősorban a király befolyásos feleségének, a francia származású antiókhiai hercegnőnek, Châtillon Annának köszönhették.
I. Manuél császár 1180-ban bekövetkezett halálát követően Béla fordított a Bizánccal folytatott politikán, és visszafoglalta a Magyar Királyság horvátországi és szerémségi területeit, sőt, visszaszerezte Dalmáciát és a Velencei Köztársasággal szemben védnöksége alá vonta Zára városát is. Hadai később befolyásuk alá vonták Szerbiát és Bulgária egyes részeit is, ezzel Magyarország felváltotta a bizánci dominanciát a Balkánon.

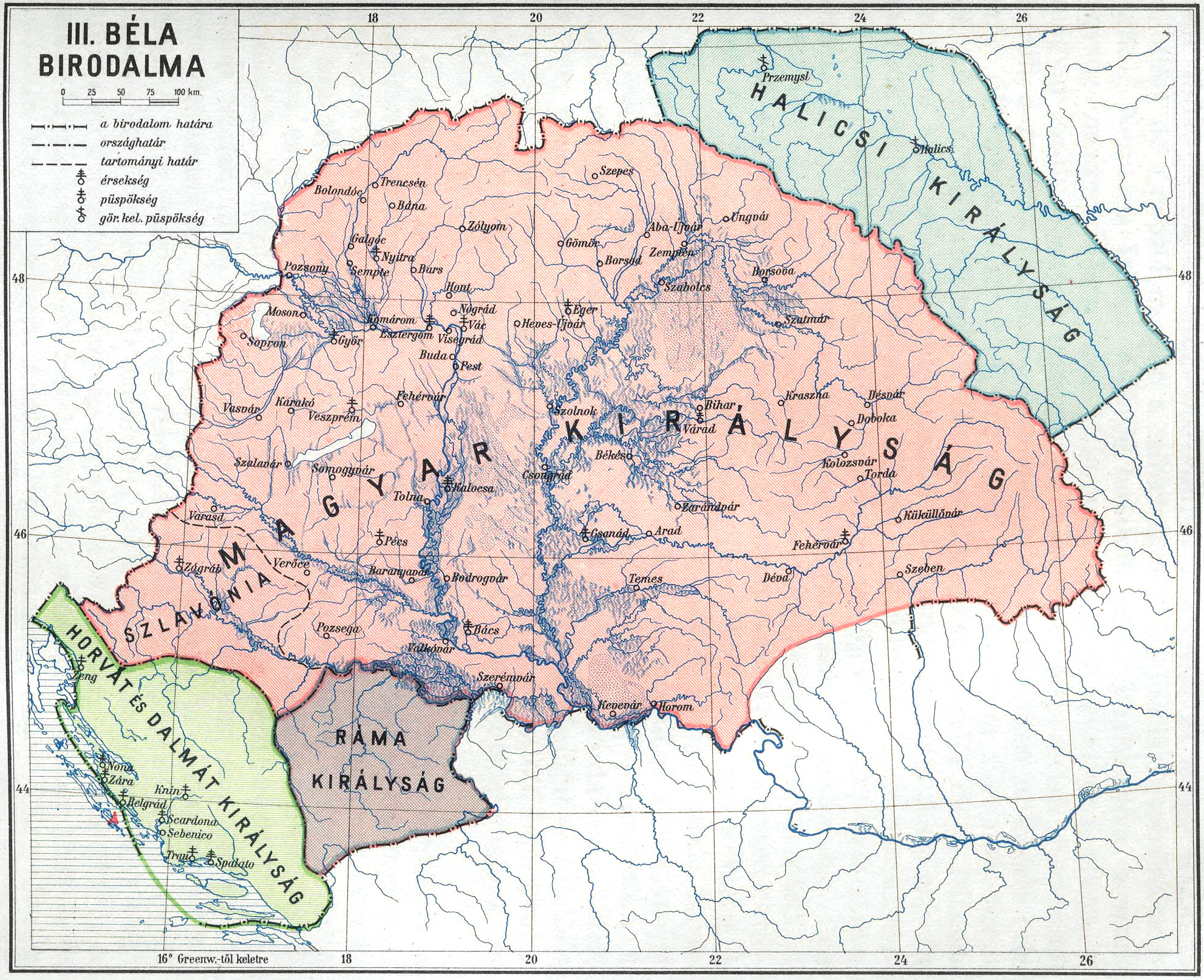
Magyarország III. Béla idején

Uralkodása alatt, az 1190-es évekre a királyi kancellária oklevéladási gyakorlata megszilárdult, a közhiedelemmel ellentétben azonban 1181-ben nem rendelte el a király előtt tárgyalt ügyek írásba foglalását. Uralkodásának idején keletkezett az első nagyobb összefüggő magyar nyelvemlék, a Halotti beszéd és könyörgés, illetve ebben az időben végezte jegyzői munkáját „P. mester”, a már említett Anonymus is, aki a Gesta Hungarorum szerzője volt. Számos más ambiciózus fiatalhoz hasonlóan ő is a királynak köszönhette, hogy Párizs neves egyetemén végezhette tanulmányait.

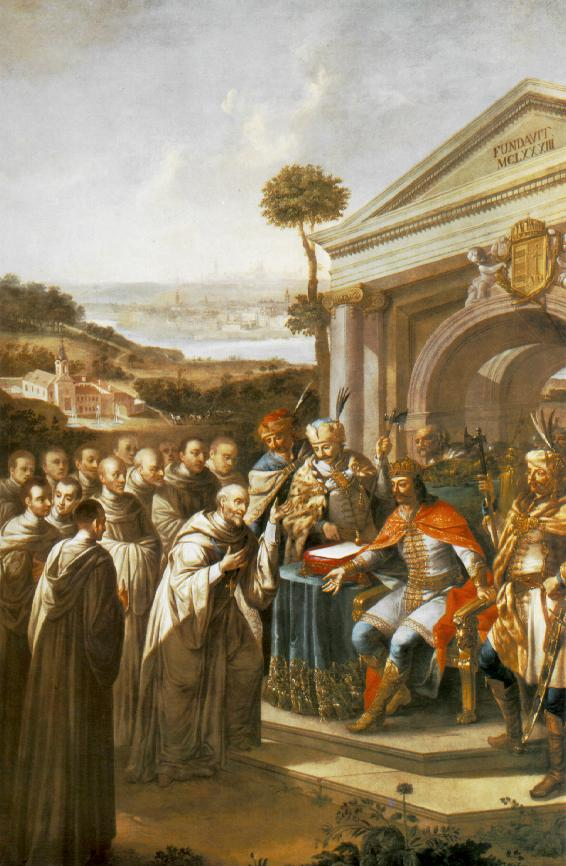
III. Béla király megalapítja a szentgotthárdi apátságot (id. Dorfmeister István festménye)

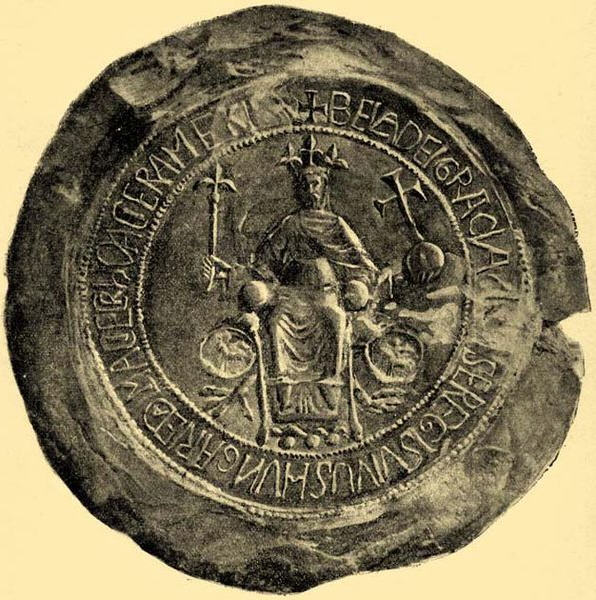
III. Béla királyi pecsétje

Legidősebb fiát, a nyolcéves Imrét 1182. május 16-án Esztergomban ifjabb királlyá koronáztatta, ezzel nyomatékosítva, hogy csakis ő követheti majd a trónon.
Első felesége, az antiókhiai Anna 1184-ben meghalt. Két évvel később, 1186-ban újranősült, második felesége Capet Margit, II. Fülöp Ágost francia király testvére lett. Ugyanebben az esztendőben elfoglalta Halicsot, felelevenítve ezzel Könyves Kálmán hódítási politikáját, de a fejedelemséget csupán két évig tudhatta birtokában.
1185-ben a király a hagyományokhoz híven Székesfehérvárott ünnepelte Szent István napját, viszont ez az év abban különbözött a többitől, hogy lejegyezték a székesfehérvári törvénylátó napok megtartását. Ez a legrégebbi írásos bizonyíték a törvénylátó napok létéről. A magyar történelemben ezek a törvénylátó napok rendkívüli szereppel bírnak, hiszen belőlük alakult ki a mai országgyűlés.
1185–1186-ban keletkezett az első kimutatás a magyar királyi jövedelmekről. Ebből a kimutatásból kiderül, hogy III. Béla éves bevétele egy szinten állt az angol és a francia királyéval, és csak a bizánci és a német-római császár bevételei voltak nagyobbak a korabeli Európában.
1189-ben Barbarossa Frigyes német-római császár látogatásakor a királyné kérésére kiengedte a fogságból Géza herceget, aki beállt a Barbarossa által vezetett keresztesek közé. A fősereghez csatlakozó magyar keresztesek élére maga a királyné állt. A királyi pár Barbarossát (akivel Béla jó vatikáni kapcsolatai miatt többször is összetűzésbe került) olyan pompás vendéglátással fogadta, hogy a császár fia később a palermói palota freskóján is megemlékezett a magyarországi látogatásról.
1190 körül ő alapította a Nagyszebeni prépostságot, mely az addig Erdélyben letelepedett németeket volt hivatott összefogni egy egyházi elöljáróság alatt.
1192-ben az ő szorgalmazására emelte a szentek közé III. Celesztin pápa I. László királyt, az első magyar szentek (I. István, Imre herceg és Gellért püspök) avatóját. Béla ekkor ígéretet tett keresztes hadjárat vezetésére a Szentföldre.

### Gazdaságpolitikája
Uralkodása alatt a királyi jövedelmekben a természetbeni juttatások mellett egyre nagyobb szerepe lett a pénzben, illetőleg veretlen ezüstben befolyó jövedelmeknek. Teret kapott az árutermelés és a pénzgazdálkodás néhány eleme is.

#### Pénzreformja
A Könyves Kálmán idején még jó minőségű, ám az egyre sűrűbb időközönként szedett lucrum camerae miatt III. Béla uralkodására elértéktelenedő magyar pénzek helyére értékálló érméket kellett forgalomba hozni. Béla az új, jó minőségű ezüstérmék mellett azonban alacsony értékű pénzeket is veretett: megjelentek az első és az Árpád-ház történetében utolsó színréz dénárok. Ez a lépés a korabeli Európában egyedülállónak számított, hiszen abban az időben szinte kizárólag ezüstpénzeket, vagy ezüst-réz ötvözeteket volt szokás alkalmazni. III. Béla rézdénárjai bizánci mintára készültek ismeretlen okból. Bizáncban az európainál, azon belül tehát a magyarországinál is jóval fejlettebb és bonyolultabb, lépcsőzetes pénzrendszer létezett, melyben szükség volt kis értékű váltópénzekre, Magyarországon viszont a korábban említett pénzforgalmi visszaesés és pénzromlás miatt egyáltalán nem volt indokolt az olcsó rézpénzek használata. Lehetséges, hogy Béla tervezte egy, a Bizáncihoz hasonló, magasabb színvonalú pénzrendszer bevezetését a Magyar Királyságban.
Pénzei
III. Béla rézdénárjaiból kétféle került forgalomba. Az egyik érme bizánci stílusú, ezek előlapján két királyalak, hátlapján pedig Szűz Mária látható. A másik érme kufikus stílusú, azokon az arab írást utánzó értelmetlen jelek láthatók.
Az ő ezüstdénárjain jelent meg elsőként a címerpajzsban látható kettőskereszt-ábrázolás, amely mára egyik legfontosabb nemzeti jelképünkké vált.

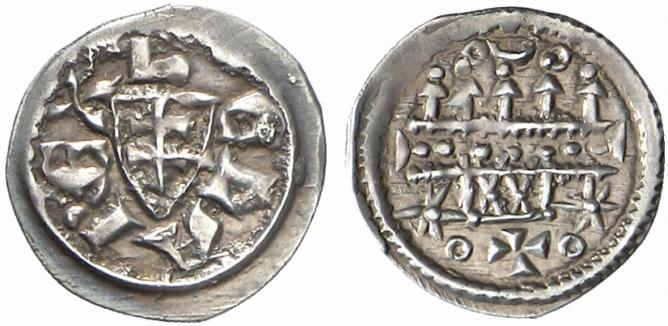
Ezüstdénár kettős keresztes címerpajzzsal
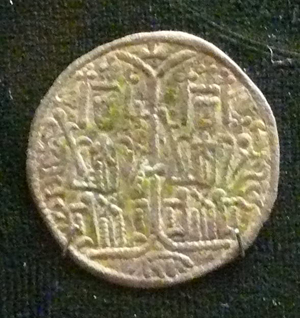
Bizánci típusú rézdénár előlapja
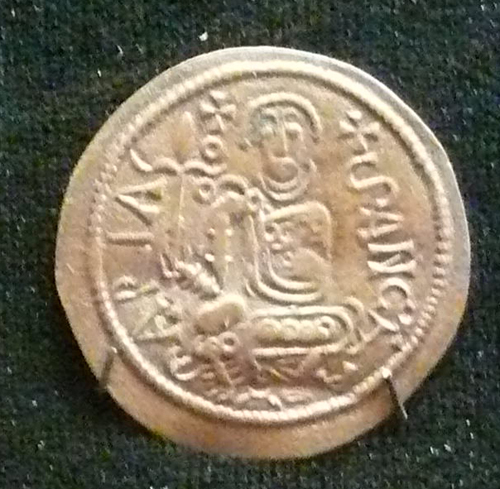
A bizánci típusú rézdénár hátlapja
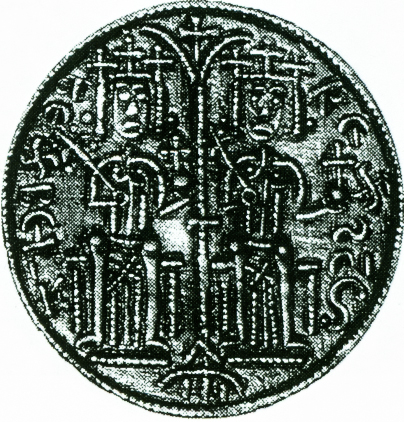
Az előlap rajzolata
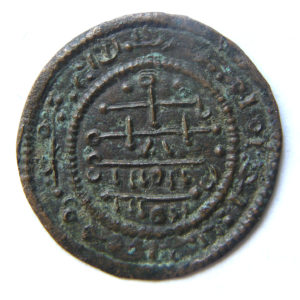
Kufikus stílusú rézdénár előlapja

#### Bevételei
Az 1185–86-ban készült kimutatás alapján tudjuk, hogy III. Béla korában a magyar állam éves bevételei európai szinten is kiemelkedőnek számítottak: a korbeli Európában a bizánci és a német-római császár után a magyar király jövedelmei voltak a legmagasabbak, az angol és a francia király bevételeivel pedig nagyjából megegyeztek. Itt érdemes megjegyezni, hogy a korabeli Európában a Magyar Királyság számított az egyik leginkább központosított államnak, a királyi hatalom átszőtte a gazdaság és a kultúra egészét. Ezért lehetséges, hogy míg az uralkodói bevételek nagyjából megegyeztek, Magyarország össztermelése alul maradt Anglia és Franciaország teljes gazdaságának méretéhez képest.
| Jövedelmi ág                            | Márka   | Színezüst (kg) | Aranyforint |
| --------------------------------------- | ------- | -------------- | ----------- |
| Tiszta domaniális jövedelem             |         |                |             |
| A királyi uradalmak terményjövedelméből | 75 000  | 14 001,2775    | 397 764     |
| Túlnyomóan domaniális jövedelmek        |         |                |             |
| Várbirtokokból, ispánoktól              | 35 000  | 6533,9295      | 185 623     |
| Szlavóniából                            | 10 000  | 1866,837       | 53 035      |
| Erdélyből                               | 15 000  | 2800,2555      | 79 553      |
| Regálék                                 |         |                |             |
| Pénzverésből                            | 60 000  | 11 201,022     | 318 211     |
| Sóból                                   | 16 000  | 2986,9392      | 84 856      |
| Vámok, révek, vásárok jövedelméből      | 30 000  | 5600,511       | 159 105     |
| Összesen                                | 241 000 | 44 990,7717    | 1 278 147   |

### Építkezései
Jelentős építkezéseket folytatott: az esztergomi királyi palotát és a Szent Adalbert-székesegyházat fényűzően átépíttette, és bővíttette a székesfehérvári Nagyboldogasszony-bazilikát is, mely a magyar koronázó- és királytemetkezési templomként ismeretes. Az ott koronázott 37 és eltemetett 15 uralkodó között egyaránt megtaláljuk Bélát. Élete utolsó éveiben a magyarországi építészetre a korai gótika gyakorolt nagy hatást.

## Halála, temetése

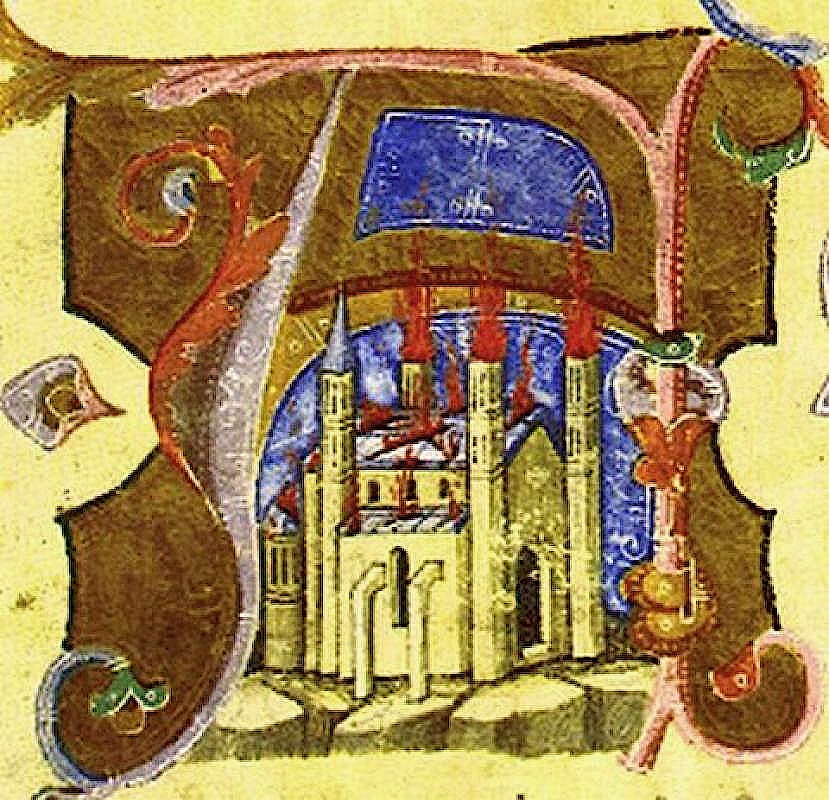
Béla temetkezési helye, a székesfehérvári Nagyboldogasszony-koronázóbazilika, mely uralkodása idején gótikus elemekkel bővült (a Képes krónika miniatúrája)

1196. április 23-án halt meg Székesfehérvárott, körülbelül 48 évesen. Halálával kapcsolatban Albericus francia krónikás a következőket írta:
A húsvét előtti csütörtökön meghalt Béla, Magyarország királya; bizonyos Kalán püspök ellen az a gyanú támadt, hogy ő itatta meg méreggel.
Kalán pécsi püspök kezdetben III. Béla kancellárja volt, egyesek szerint az ő nevéhez köthető a Béla uralkodása alatt bevezetett írásbeliséggel kapcsolatos reform. 1183-ban lett püspök, és jogot nyert az érsekeket megillető pallium viselésére. III. Béla uralkodásának vége felé a horvát–dalmát területek kormányzója lett, ám később át kellett engednie ezt az országrészt Imrének, a trónörökösnek. Ez esetleg motiválhatta arra, hogy elkövesse a gyilkosságot.
Béla királyt a székesfehérvári Nagyboldogasszony-bazilikában temették el első felesége mellé.
Végrendeletében második fiát, Endrét keresztes hadjárat vezetésére szólította fel, mivel 1192-es ígéretét ő maga nem tudta véghez vinni. II. András királyként elindította ugyan seregeit a Szentföldre, melyet Endre mellett VI. Lipót osztrák herceg vezetett, de az V. keresztes hadjárat különböző okok miatt végül kudarcba fulladt. Viszont ettől kezdve a magyar királyok címeik között feltüntették a „Jeruzsálem királya” méltóságot is (Endre egyik ükapja II. Balduin jeruzsálemi király volt), II. András pedig innen kapta egyik ragadványnevét, a Jeruzsálemit.

## Sírja
III. Béla királyt végakaratának megfelelően a székesfehérvári Nagyboldogasszony-bazilika déli hajójába, első felesége mellé temették el. Az 1848 decemberében Érdy János régész által a bazilika romterületén feltárt sírt elhelyezkedése és kora, valamint az elhunytak életkora alapján III. Bélának és első feleségének tulajdonítják. 
A sírt feltáró Érdy János emléktáblája a romkert bejárata melletti falon van elhelyezve.
A királyi pár földi maradványait megtalálásuk után a Nemzeti Múzeumba vitték, majd 1898-ban a budai Mátyás-templomban temették újra. A díszes sírt Ferenc József király saját pénzén készíttette. A királyi pár budapesti újratemetése egyesek szerint a maradványok megszentségtelenítése, ugyanis végakaratuk szerint Székesfehérvárott kellene nyugodniuk. A sírmellékletek alapesetben ma is a Nemzeti Múzeumban láthatók, a székesfehérvári Szent István Király Múzeumban csak a másolatok tekinthetők meg állandó jelleggel. A kincsek 169 év után először a Királyi Napok 2017-es rendezvénysorozata alkalmából tértek vissza Székesfehérvárra egy időszakos kiállítás keretében. Cser-Palkovics András, Székesfehérvár polgármestere 2017-es Királyi Napokkal kapcsolatban (melynek középpontjában III. Béla és kora állt) megjegyezte, hogy nem csak a sírmellékleteket, hanem a földi maradványokat is szeretné a városvezetés véglegesen visszajuttatni Székesfehérvárra, amennyiben ez lehetséges. Az eredeti, piszkei vörösmárványból készült szarkofágok maradtak csupán a volt fővárosban: a Szent István-székesegyház altemplomában láthatók. A márványkoporsók különlegessége, hogy a király és a királyné testlenyomata ma is jól kivehető a fenéklapokon.
Egyes feltételezések szerint azonban a sírban nem III. Béla és Anna királyné, hanem Könyves Kálmán és első felesége, Felícia nyugszik. A feltételezés alapjául többek között az szolgál, hogy a királyi párral eltemetett sírmellékletek a 11. század végéről származhatnak, valamint a sírban találtak egy körmeneti keresztet, és Kálmán volt az egyetlen magyar uralkodó, aki megkoronázása előtt felszentelt főpap, egészen pontosan nagyváradi, majd egri püspök volt. Sokak szerint ez nem bizonyít semmit, hiszen a trónra már királyként és nem papként ült, s 21 éves uralkodásának végére már aligha tartották őt püspöknek. A feltételezéshez csatlakozott Buzás Gergely régész is, aki szerint III. Béla maradványait egy másik székesfehérvári leletegyüttes rejthette. A Mátyás-templomban található csontokon Olasz Judit és munkatársai genetikai vizsgálatot végeztek, amelynek során kiderült, hogy III. Béla az R1a-Z2123 Y-haplocsoporthoz tartozik. Ez a haplocsoport 4500 éve mutálódott Baktria területén. Innen a Volga vidékre vándorolt, majd 2000 éve szarmataként hagyta el a ma Baskírok lakta részt. A kutatócsoport fontos eredményei közé tartozott az a tény is, hogy a Mátyás-templomban őrzött csontok közül az egyik csontváz tulajdonosa apai ágon rokona III. Bélának, ám a kutatás kizárta, hogy testvéri, vagy apa-fiú kapcsolat állna fent közöttük. Bár több helyen felmerült, hogy ez a kutatás cáfolná azt a feltételezést, hogy Könyves Kálmánt azonosították tévesen III. Bélaként, Buzás Gergely szerint a kérdést a genetikai vizsgálat nem zárta le véglegesen.

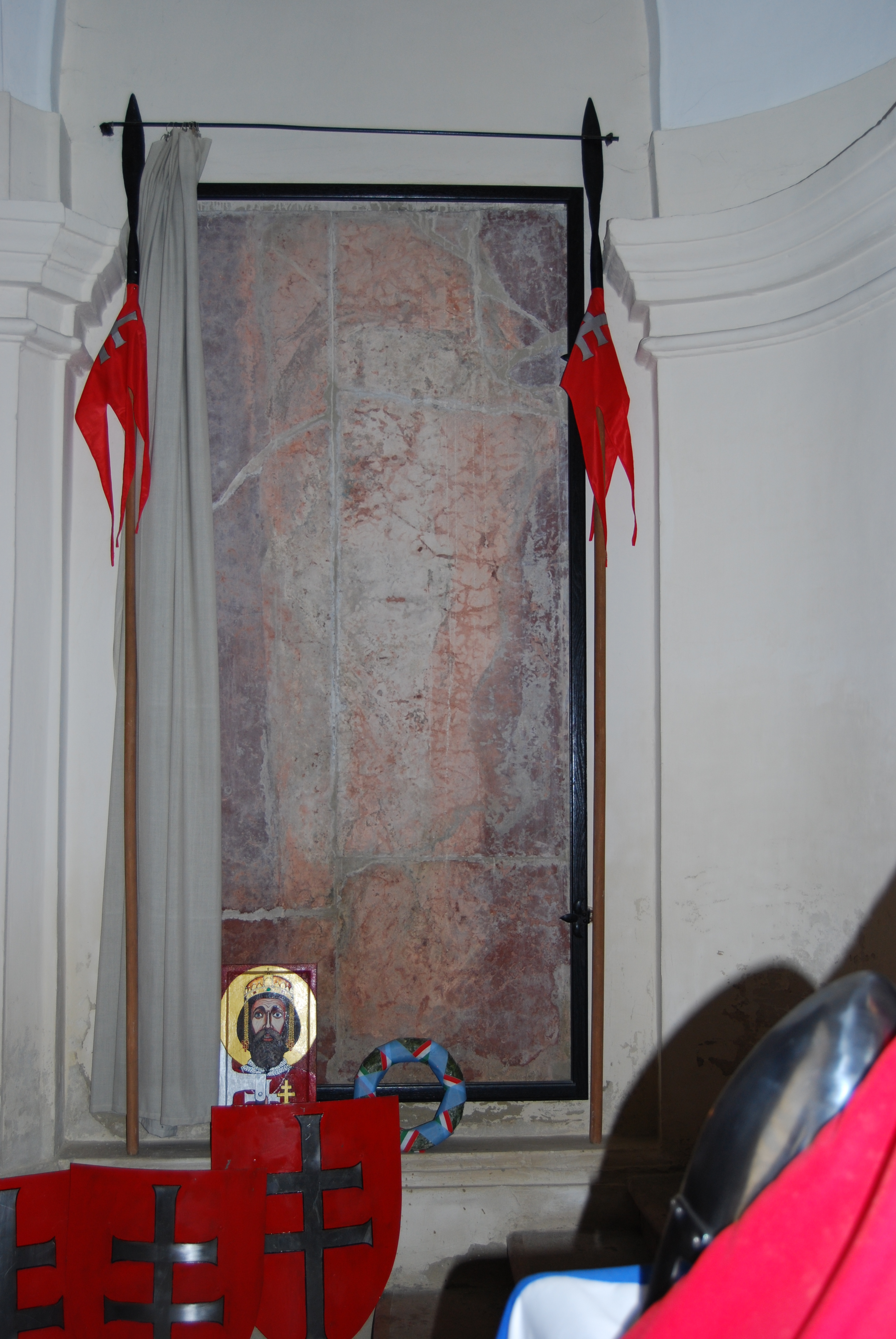
Testlenyomat Béla szarkofágjának fenéklapján. Székesegyház, Székesfehérvár
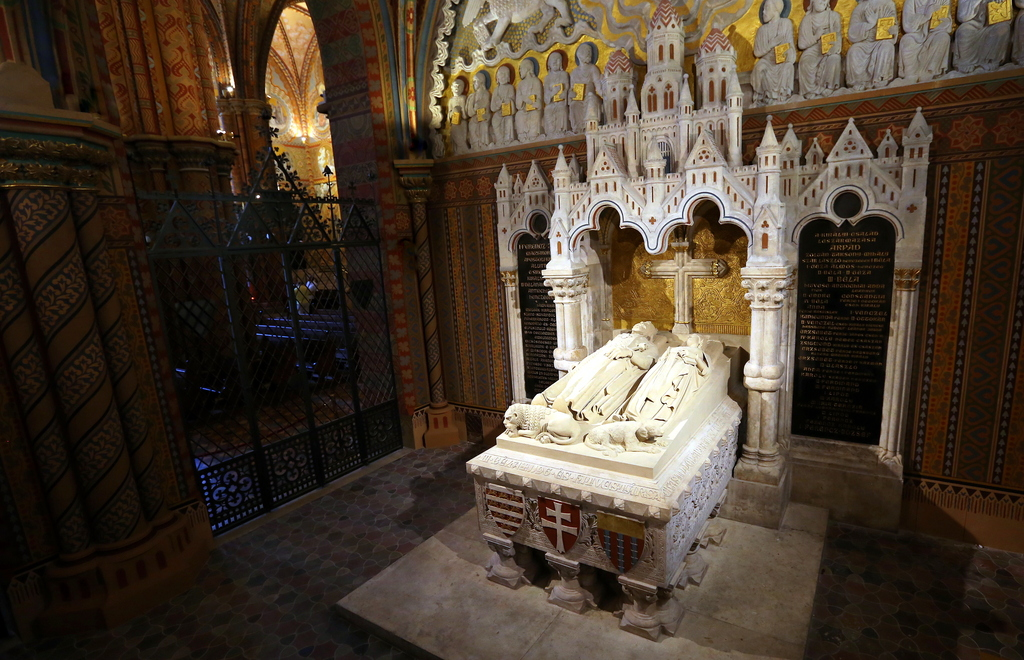
A királyi pár jelenlegi nyughelye. Mátyás-templom, Budapest
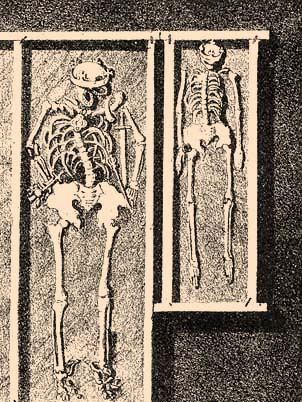
III. Béla és Anna királyné csontjai 1848-as megtalálásukkor
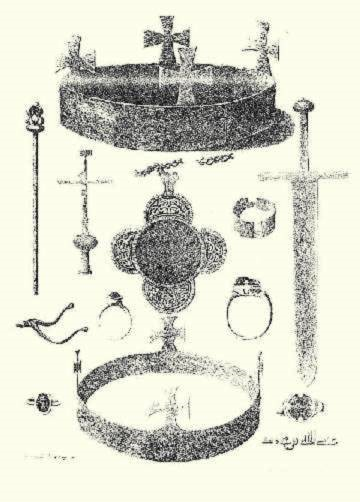
A sírban talált ékszerek, 1853-as rajz
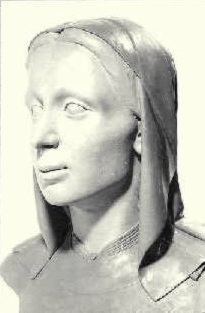
A királyné arcrekonstrukciója (Szent István Király Múzeum, Székesfehérvár)

## Külleme, feltételezett portréja

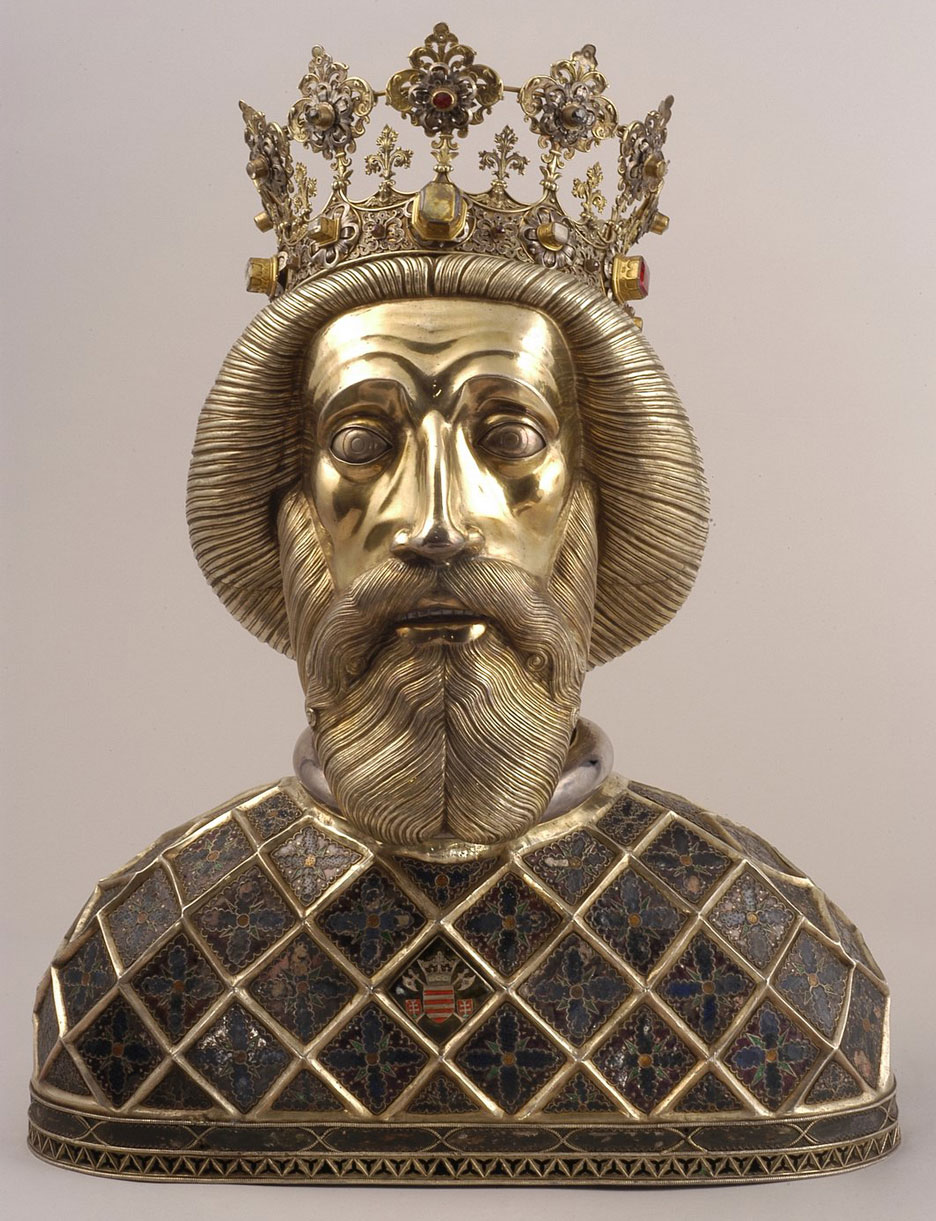
A Szent László-herma egyesek szerint III. Béla képmása lehet

Egyesek szerint az ismert Szent László-herma III. Béla király arcvonásait őrzi. A feltételezés alapja, hogy a Béla uralkodása idején keletkezett Szent László-legenda szerzője középkori szokás szerint a mecénást, ez esetben tehát III. Bélát jellemezte a valóságban, amikor Szent László külleméről írt. A harmadik keresztes hadjárat seregeivel Magyarországon áthaladó Richárd nevű londoni lovag a következőket írta az őket gazdagon megvendégelő Béla királyról: 
Ezt a férfiút a természet sokféle adománnyal halmozta el: termete magas, arca nemes, s ha más egyébbel nem is rendelkezne, pusztán uralkodói tekintetének előkelősége alapján a legméltóbbnak lehetne tartani a királyságra.
A Szent László-legendában olvasható László-jellemzés nagy hasonlóságot mutat Richárd lovag Béla-jellemzésével. További bizonyíték lehet az is, hogy az 1848-ban Székesfehérvárott feltárt, III. Bélának tulajdonított csontvázat megvizsgálva egyértelművé válik, az angol lovag kicsit sem túlzott, amikor vendéglátójáról írt, Béla királyt ugyanis nem csak tettei tették naggyá: több mint 190 centiméter magas volt, csontozata erős, testtartása délceg, arcvonásai határozottak. Ez a magasság ma is rendkívülinek számít, nemhogy abban a korban, amikor az emberek átlagmagassága centiméterekkel kisebb volt, mint napjainkban. A király koponyája alapján készült arcrekonstrukciók pedig meglepő hasonlóságot mutatnak az ereklyetartóval.
Szent László eredeti fejereklye-tartója, mely Béla uralkodása alatt készülhetett, 1406-ban egy tűzvészben erősen megrongálódott. A ma is látható herma nem sokkal később, még Luxemburgi Zsigmond uralkodása (1387–1437) alatt készült az eredeti herma vagy más, ma már nem látható Szent László-ábrázolások alapján, melyeknek az eredeti herma szolgált mintául. Ebből következik, hogy a ma a győri székesegyházban őrzött Szent László-ereklyetartó valójában III. Béla királyt ábrázolhatja.

## Családja
Béla 1163-tól 1169-ig I. Manuél bizánci császár lányával, Máriával járt jegyben, az eljegyzést azonban 1169-ben a császár fiának születését követően felbontották. Kétszer nősült, első feleségét a Magyarországon Annaként ismert Châtillon Ágnest (1154–1184), Konstancia antiochiai fejedelemnő és Châtillon Rajnald keresztes lovag lányát 1172-ben vette el. Második feleségét, Margit francia hercegnőt (1157–1197), VII. Lajos francia király és Kasztíliai Konstancia lányát, II. Henrik angol király legidősebb fiának, Henriknek özvegyét 1186-ban vette el. Gyermekei csak első házasságából születtek:
1. Imre, Béla király örököse, Magyarország királya 1196 és 1204 között;
2. Margit királyi hercegnő, II. Iszaakiosz bizánci császár felesége;
3. András, aki többször is fellázadt Imre bátyja ellen, végül a gyermekkirály III. László halála után Magyarország királya;
4. Konstancia, I. Ottokár cseh király felesége;
5. ismeretlen nevű leánygyermek, valószínűleg még csecsemőként meghalt;
6. Salamon, fiatalon hunyt el;
7. István, nem érte meg a felnőttkort.

|  |  | Álmos | Álmos | Álmos | Álmos | Álmos       | Álmos       |             |             |             |             |           |          | Predszláva | Predszláva | Predszláva | Predszláva | Predszláva | Predszláva |          |          | I. Uroš  | I. Uroš  | I. Uroš | I. Uroš | I. Uroš | I. Uroš |            |            |            |            |            |            | Anna     | Anna     | Anna     | Anna     | Anna       | Anna       |            |            | II. Vlagyimir | II. Vlagyimir | II. Vlagyimir | II. Vlagyimir | II. Vlagyimir | II. Vlagyimir |             |             |             |             |             |             | Gitta | Gitta | Gitta | Gitta | Gitta     | Gitta     |           |           |           |           |        |        |        |        |         |         |         |         |         |         |  |  |  |  |
|  |  | Álmos | Álmos | Álmos | Álmos | Álmos       | Álmos       |             |             |             |             |           |          | Predszláva | Predszláva | Predszláva | Predszláva | Predszláva | Predszláva |          |          | I. Uroš  | I. Uroš  | I. Uroš | I. Uroš | I. Uroš | I. Uroš |            |            |            |            |            |            | Anna     | Anna     | Anna     | Anna     | Anna       | Anna       |            |            | II. Vlagyimir | II. Vlagyimir | II. Vlagyimir | II. Vlagyimir | II. Vlagyimir | II. Vlagyimir |             |             |             |             |             |             | Gitta | Gitta | Gitta | Gitta | Gitta     | Gitta     |           |           |           |           |        |        |        |        |         |         |         |         |         |         |  |  |  |  |
|  |  |       |       |       |       |             |             |             |             |             |             |           |          |            |            |            |            |            |            |          |          |          |          |         |         |         |         |            |            |            |            |            |            |          |          |          |          |            |            |            |            |               |               |               |               |               |               |             |             |             |             |             |             |       |       |       |       |           |           |           |           |           |           |        |        |        |        |         |         |         |         |         |         |  |  |  |  |
|  |  |       |       |       |       |             |             | II. Béla    | II. Béla    | II. Béla    | II. Béla    | II. Béla  | II. Béla |            |            |            |            |            |            |          |          |          |          |         |         |         |         | Ilona      | Ilona      | Ilona      | Ilona      | Ilona      | Ilona      |          |          |          |          |            |            |            |            |               |               |               |               |               |               | Msztyiszlav | Msztyiszlav | Msztyiszlav | Msztyiszlav | Msztyiszlav | Msztyiszlav |       |       |       |       |           |           |           |           |           |           |        |        |        |        | Ljubava | Ljubava | Ljubava | Ljubava | Ljubava | Ljubava |  |  |  |  |
|  |  |       |       |       |       |             |             | II. Béla    | II. Béla    | II. Béla    | II. Béla    | II. Béla  | II. Béla |            |            |            |            |            |            |          |          |          |          |         |         |         |         | Ilona      | Ilona      | Ilona      | Ilona      | Ilona      | Ilona      |          |          |          |          |            |            |            |            |               |               |               |               |               |               | Msztyiszlav | Msztyiszlav | Msztyiszlav | Msztyiszlav | Msztyiszlav | Msztyiszlav |       |       |       |       |           |           |           |           |           |           |        |        |        |        | Ljubava | Ljubava | Ljubava | Ljubava | Ljubava | Ljubava |  |  |  |  |
|  |  |       |       |       |       |             |             |             |             |             |             |           |          |            |            |            |            |            |            |          |          |          |          |         |         |         |         |            |            |            |            |            |            |          |          |          |          |            |            |            |            |               |               |               |               |               |               |             |             |             |             |             |             |       |       |       |       |           |           |           |           |           |           |        |        |        |        |         |         |         |         |         |         |  |  |  |  |
|  |  |       |       |       |       |             |             |             |             |             |             |           |          |            |            |            |            | II. Géza   | II. Géza   | II. Géza | II. Géza | II. Géza | II. Géza |         |         |         |         |            |            |            |            |            |            |          |          |          |          |            |            |            |            |               |               |               |               |               |               |             |             |             |             |             |             |       |       |       |       | Eufrozina | Eufrozina | Eufrozina | Eufrozina | Eufrozina | Eufrozina |        |        |        |        |         |         |         |         |         |         |  |  |  |  |
|  |  |       |       |       |       |             |             |             |             |             |             |           |          |            |            |            |            | II. Géza   | II. Géza   | II. Géza | II. Géza | II. Géza | II. Géza |         |         |         |         |            |            |            |            |            |            |          |          |          |          |            |            |            |            |               |               |               |               |               |               |             |             |             |             |             |             |       |       |       |       | Eufrozina | Eufrozina | Eufrozina | Eufrozina | Eufrozina | Eufrozina |        |        |        |        |         |         |         |         |         |         |  |  |  |  |
|  |  |       |       |       |       |             |             |             |             |             |             |           |          |            |            |            |            |            |            |          |          |          |          |         |         |         |         |            |            |            |            |            |            |          |          |          |          |            |            |            |            |               |               |               |               |               |               |             |             |             |             |             |             |       |       |       |       |           |           |           |           |           |           |        |        |        |        |         |         |         |         |         |         |  |  |  |  |
|  |  |       |       |       |       |             |             |             |             |             |             |           |          |            |            |            |            |            |            |          |          |          |          |         |         |         |         |            |            |            |            |            |            |          |          |          |          |            |            |            |            |               |               |               |               |               |               |             |             |             |             |             |             |       |       |       |       |           |           |           |           |           |           |        |        |        |        |         |         |         |         |         |         |  |  |  |  |
|  |  |       |       |       |       |             |             |             |             |             |             |           |          |            |            |            |            |            |            |          |          |          |          |         |         |         |         |            |            |            |            |            |            |          |          |          |          |            |            |            |            |               |               |               |               |               |               |             |             |             |             |             |             |       |       |       |       |           |           |           |           |           |           |        |        |        |        |         |         |         |         |         |         |  |  |  |  |
|  |  |       |       |       |       | III. István | III. István | III. István | III. István | III. István | III. István |           |          |            |            |            |            |            |            |          |          |          |          |         |         |         |         |            |            |            |            | Erzsébet   | Erzsébet   | Erzsébet | Erzsébet | Erzsébet | Erzsébet |            |            | Géza       | Géza       | Géza          | Géza          | Géza          | Géza          |               |               | Odola       | Odola       | Odola       | Odola       | Odola       | Odola       |       |       | Ilona | Ilona | Ilona     | Ilona     | Ilona     | Ilona     |           |           | Margit | Margit | Margit | Margit | Margit  | Margit  |         |         |         |         |  |  |  |  |
|  |  |       |       |       |       | III. István | III. István | III. István | III. István | III. István | III. István |           |          |            |            |            |            |            |            |          |          |          |          | Margit  |         |         |         |            |            |            |            | Erzsébet   | Erzsébet   | Erzsébet | Erzsébet | Erzsébet | Erzsébet |            |            | Géza       | Géza       | Géza          | Géza          | Géza          | Géza          |               |               | Odola       | Odola       | Odola       | Odola       | Odola       | Odola       |       |       | Ilona | Ilona | Ilona     | Ilona     | Ilona     | Ilona     |           |           | Margit | Margit | Margit | Margit | Margit  | Margit  |         |         |         |         |  |  |  |  |
|  |  |       |       |       |       |             |             |             |             |             |             |           |          |            |            |            |            |            |            |          |          |          |          |         |         |         |         |            |            |            |            |            |            |          |          |          |          |            |            |            |            |               |               |               |               |               |               |             |             |             |             |             |             |       |       |       |       |           |           |           |           |           |           |        |        |        |        |         |         |         |         |         |         |  |  |  |  |
|  |  |       |       |       |       |             |             |             |             |             |             | III. Béla |          |            |            |            |            |            |            |          |          |          |          |         |         |         |         |            |            |            |            |            |            |          |          |          |          |            |            |            |            |               |               |               |               |               |               |             |             |             |             |             |             |       |       |       |       |           |           |           |           |           |           |        |        |        |        |         |         |         |         |         |         |  |  |  |  |
|  |  |       |       |       |       |             |             |             |             |             |             |           |          |            |            |            |            |            |            |          |          |          |          | Anna    |         |         |         |            |            |            |            |            |            |          |          |          |          |            |            |            |            |               |               |               |               |               |               |             |             |             |             |             |             |       |       |       |       |           |           |           |           |           |           |        |        |        |        |         |         |         |         |         |         |  |  |  |  |
|  |  |       |       |       |       |             |             |             |             |             |             |           |          |            |            |            |            |            |            |          |          |          |          |         |         |         |         |            |            |            |            |            |            |          |          |          |          |            |            |            |            |               |               |               |               |               |               |             |             |             |             |             |             |       |       |       |       |           |           |           |           |           |           |        |        |        |        |         |         |         |         |         |         |  |  |  |  |
|  |  |       |       |       |       |             |             |             |             |             |             |           |          |            |            |            |            |            |            |          |          |          |          |         |         |         |         |            |            |            |            |            |            |          |          |          |          |            |            |            |            |               |               |               |               |               |               |             |             |             |             |             |             |       |       |       |       |           |           |           |           |           |           |        |        |        |        |         |         |         |         |         |         |  |  |  |  |
|  |  |       |       |       |       |             |             |             |             |             |             |           |          |            |            |            |            |            |            |          |          |          |          |         |         |         |         |            |            |            |            |            |            |          |          |          |          |            |            |            |            |               |               |               |               |               |               |             |             |             |             |             |             |       |       |       |       |           |           |           |           |           |           |        |        |        |        |         |         |         |         |         |         |  |  |  |  |
|  |  |       |       |       |       |             |             | Imre        | Imre        | Imre        | Imre        | Imre      | Imre     |            |            |            |            | Margit     | Margit     | Margit   | Margit   | Margit   | Margit   |         |         |         |         | II. András | II. András | II. András | II. András | II. András | II. András |          |          |          |          | Konstancia | Konstancia | Konstancia | Konstancia | Konstancia    | Konstancia    |               |               |               |               | leány       | leány       | leány       | leány       | leány       | leány       |       |       |       |       | Salamon   | Salamon   | Salamon   | Salamon   | Salamon   | Salamon   |        |        |        |        | István  | István  | István  | István  | István  | István  |  |  |  |  |

## Jelentősége
III. Béla idejében tűnt fel először a Magyarország jelenlegi címerében is megtalálható kettős kereszt. A Szent Korona két darabból való összeállításának elméletét vallók szerint szintén uralkodása idejére esik a jelvény mai formájának kialakulása, a latin és a görög korona összeszerelése által. Az írásbeliséget támogató intézkedéseinek hatásaként keletkeztek például első fennmaradt összefüggő nyelvemlékeink, a Halotti beszéd és könyörgés és az Ómagyar Mária-siralom is.
A Magyar Királyság III. Béla uralkodása alatt elismert európai hatalommá fejlődött, erős és független központi irányítással rendelkezett.
IV. Béla egy 1237-es oklevelében nagyapja, III. Béla uralkodását példaként emlegette:
...amikor isteni rendelkezés folytán öröklés következtében ránk szállt az ország kormányzása, báróink és egész országunk közös tanácsára elhatároztuk, hogy elvesszük néhány elődünk felesleges és haszontalan adományait, s országunkat abba az állapotba vezetjük vissza, amelyben elődünk, a boldog emlékű Béla király idejében volt...
Ez az idézet annak bizonyítéka, hogy III. Béla uralkodására már közvetlen utódai is aranykorként, politikájára pedig követendő példaként tekintettek.
Dr. Szabados György, a székesfehérvári Szent István Király Múzeum történésze szerint III. Bélát leszármazottai több ízben is a megtisztelő Nagy melléknévvel illették okleveleikben.

## Emlékezete
III. Béla király mindig is fontos témája volt szobrászok és festők műveinek, hiszen mai napig az egyik legnépszerűbb magyar uralkodónak számít. Nevét viseli számos közterület is.
Trónra kerüléséről 1974-ben Hajdufy Miklós rendezett tévéfilmet III. Béla címmel, melyben a királyt Kozák András alakította.
Fehér Tibor Aranyváros hercege című ifjúsági történelmi regénye III. Béla ifjúkoráról, bizánci éveiről és magyarországi hatalmának a megszilárdításáról szól. A regény a Delfin könyvek sorozatban jelent meg 1978-ban.
Alakja komikus formában szerepel Herendi Gábor: Magyar vándor című filmjében, ahol Reviczky Gábor kelti életre a királyt.
Életét Jankovics Marcell animációs film formájában dolgozta fel Az Árpádok emlékezete címmel.
A 2022-ben bemutatott Aranybulla című sorozatban Seress Zoltán keltette életre az uralkodót.
A Székesfehérvári Királyi Napok rendezvénysorozatának középpontjába 2017-ben Béla király személye került: az egykori koronázótemplom, a Nagyboldogasszony-bazilika romjai fölé emelt színpadon a Koronázási szertartásjátékban az ő élete és koronázása elevenedett meg a Vörösmarty Színház előadásában, a Királyi Napok részét képező Koronázási Ünnepi Játékok programjai az ő korát idézték fel, a Szent István Király Múzeum főépületében pedig kiállították a király és első felesége temetkezési ékszereit. Az ékszerek (koronák, gyűrűk, jogar stb.) 169 év után tértek vissza Székesfehérvárra, oda, ahol egykor a királyi párral együtt eltemették őket. A városvezetés és a programszervezők nem titkolt célja az volt, hogy a magyar történelem egyik legnagyobb formátumú, ám ennek ellenére a köztudatban alig-alig élő uralkodójának személyét és rendkívüli intézkedéseit jobban megismertessék az emberekkel.

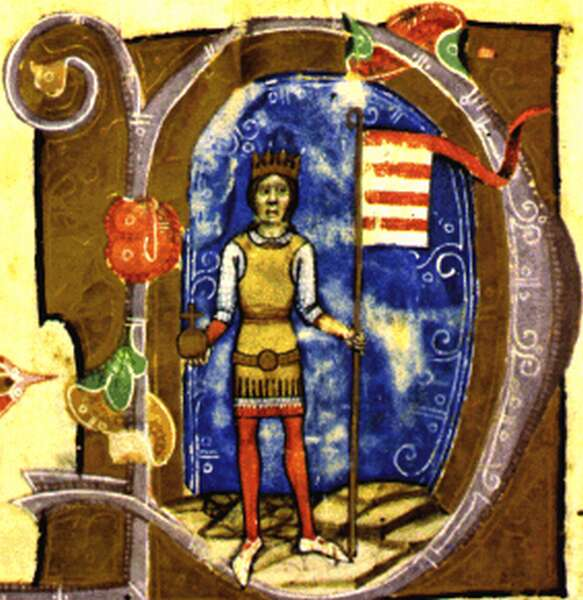
Ábrázolása a Képes krónikában (1360 körül)
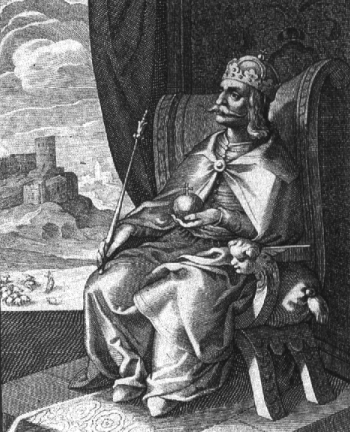
III. Béla a trónon (későkori metszet)
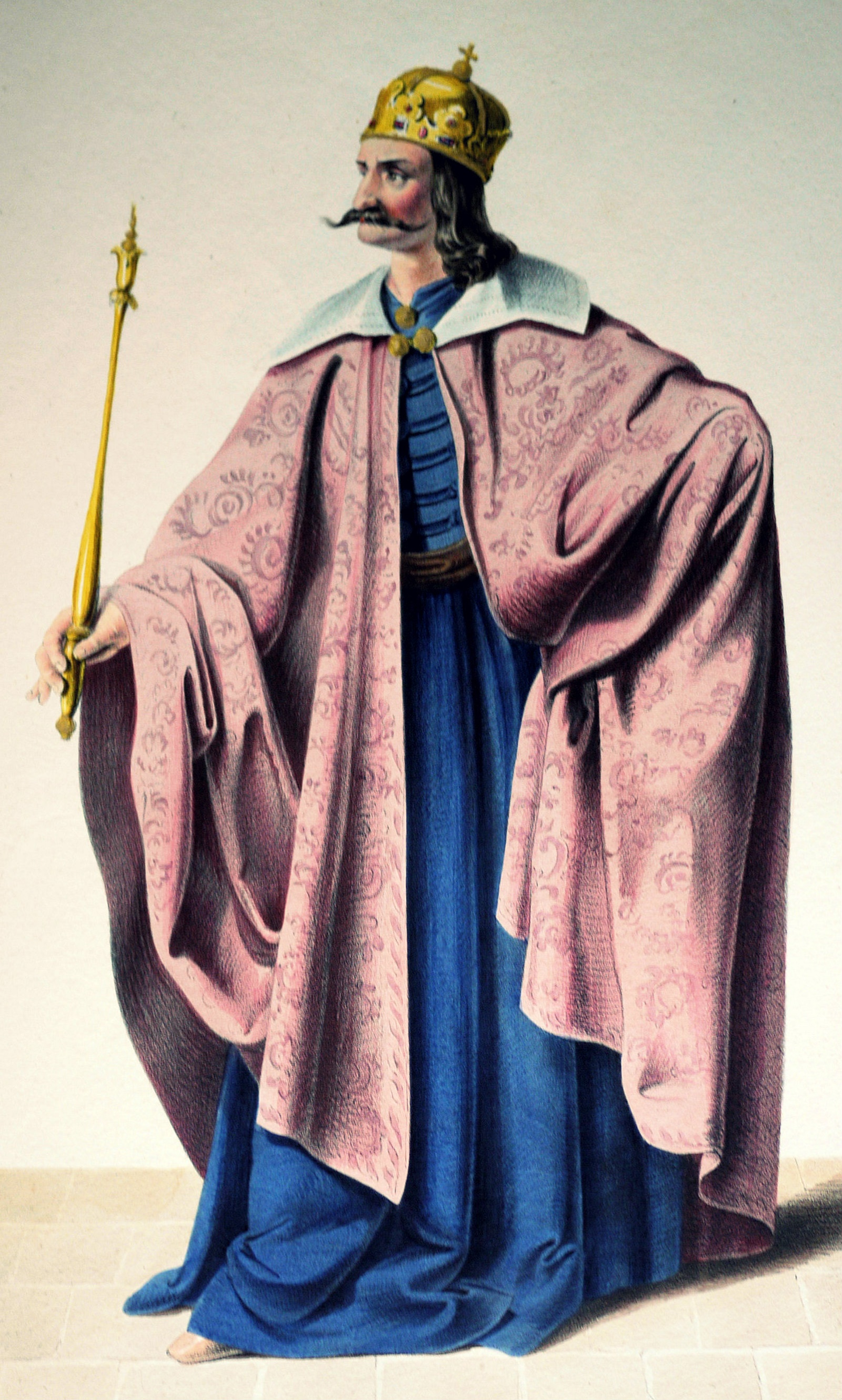
Josef Kriehuber színezett litográfiája (1828)
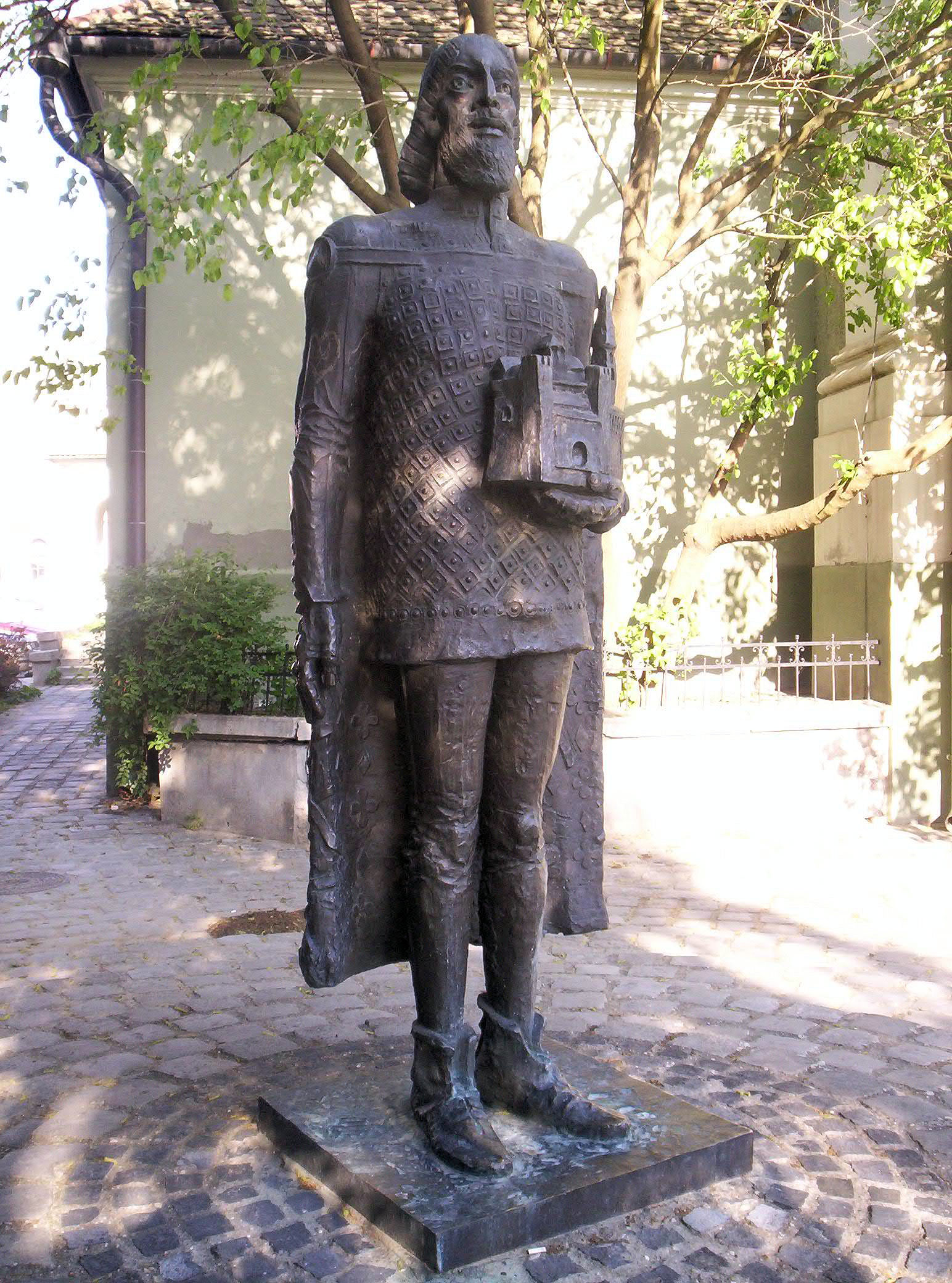
Szobra Baján
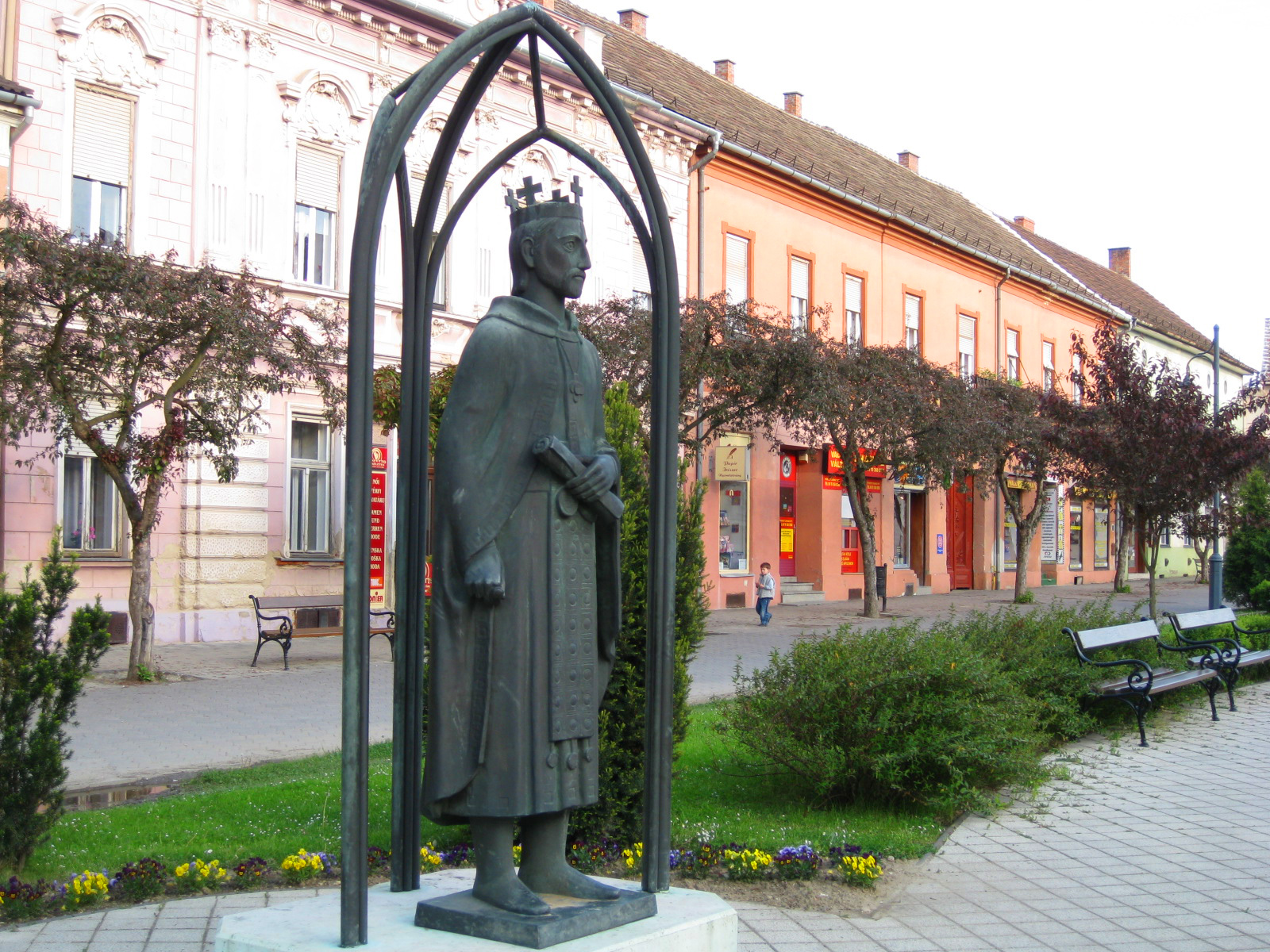
Szobra Szentgotthárdon
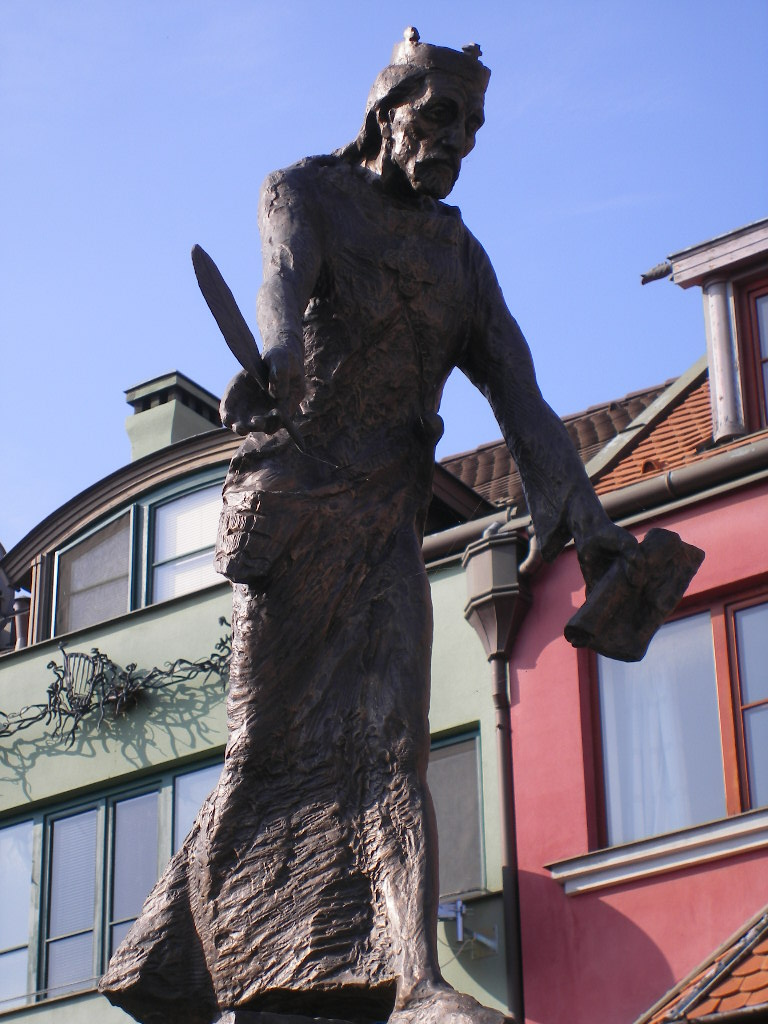
Révkomáromi emlékmű
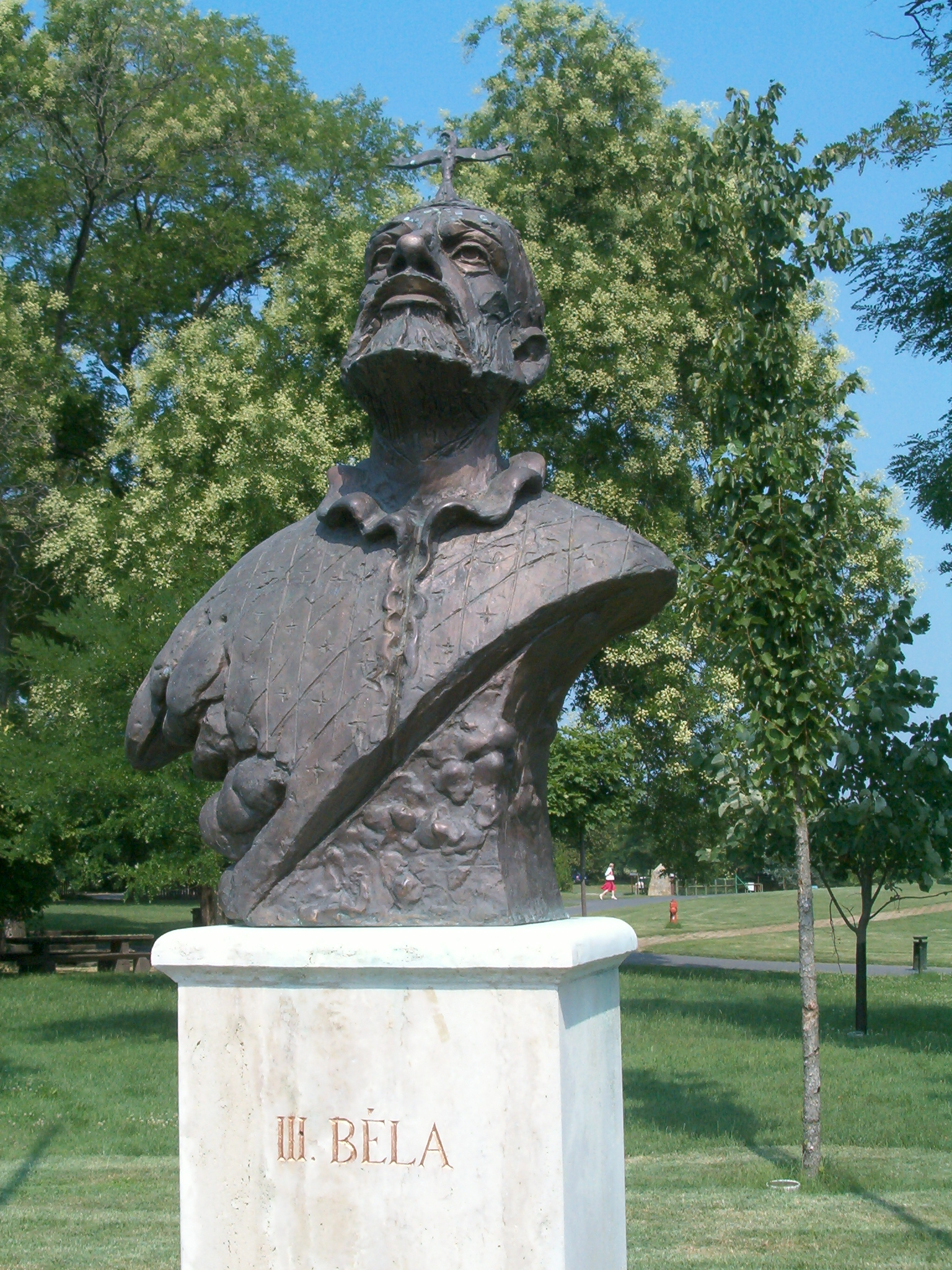
Nemzeti Történeti Emlékpark, Ópusztaszer